# Tiêu Diện Đại Sĩ

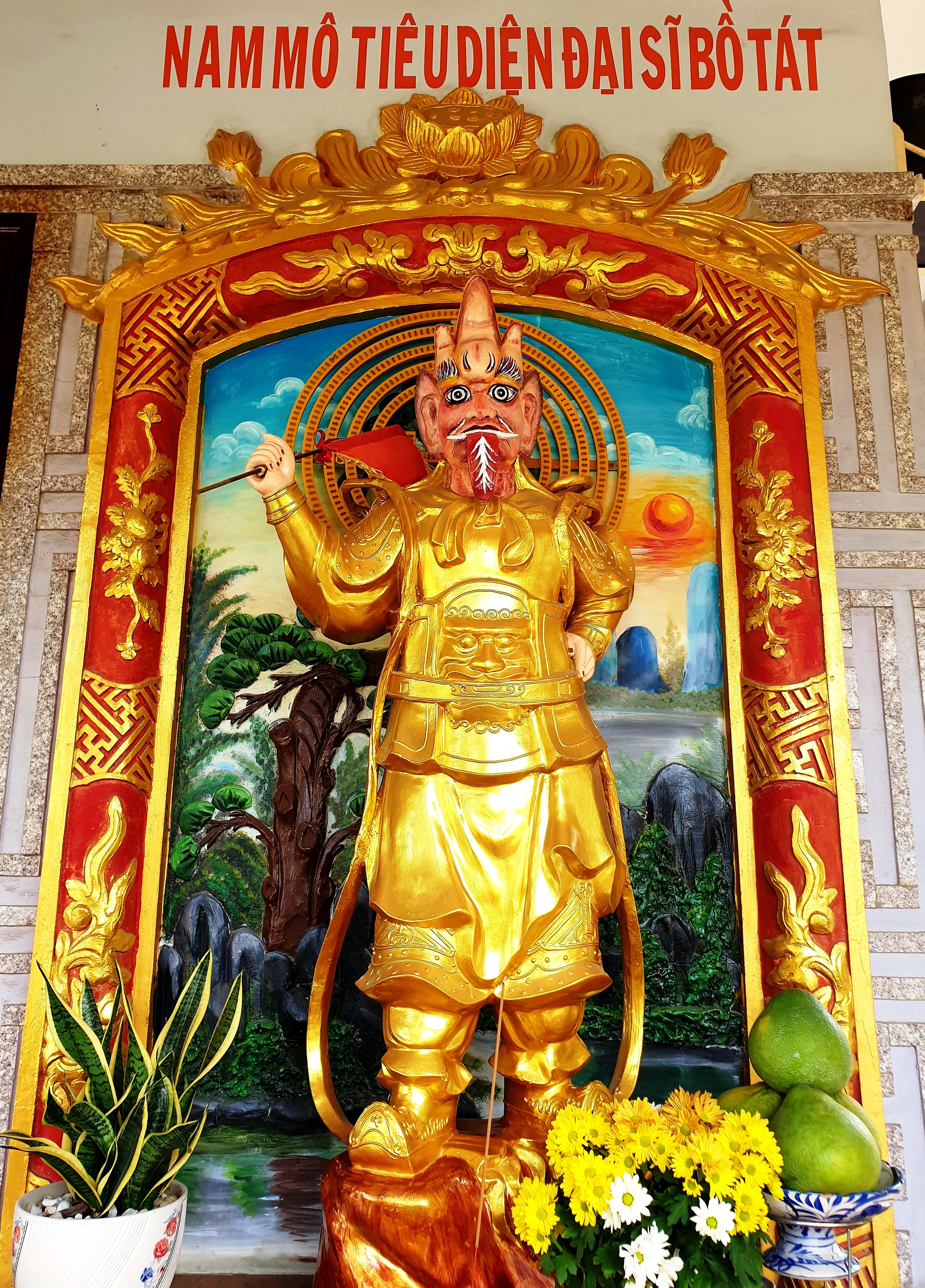
Tiêu Diện Đại sĩ tại chùa Bảo Thắng ở Thủ Đức

Tiêu Diện Đại Sĩ (còn được gọi là Ông Tiêu) thường được thờ trong nhiều ngôi chùa theo trường phái Bắc Tông ở Trung Quốc, Việt Nam. Tương truyền, Tiêu Diện Đại Sĩ là hóa thân của Bồ Tát Quán Thế Âm, để chuyên hàng phục quỷ yêu và cứu độ chúng sinh. Trong một số ngôi chùa Việt Nam, tượng Tiêu Diện Đại Sĩ thường được thờ bên trái chính điện, còn tượng Vi Đà hộ pháp (còn được gọi là Vi Đà Tôn Thiên)  thường được thờ bên phải chính điện.

## Hình tượng
Hình tượng Tiêu Diện Đại Sĩ được thể hiện là một hình tướng nam, dáng điệu oai nghiêm, mặc trang phục võ tướng, tay phải cầm lá cờ, tay trái chống nạnh, gương mặt quái dị với ba cái sừng nhọn trên đầu và trán, hai mắt lồi to trợn ngược, cái miệng rộng nhe răng lởm chởm, đặc biệt nhất là chiếc lưỡi thè cong dài thượt. Mặt sau của hóa thân là hình tướng nam, là một vị thần dáng điệu oai nghiêm, trang phục võ tướng nhiều màu sắc sặc sỡ, tay phải cầm lá cờ, tay trái chống nạnh, gương mặt quái dị hung dữ với 3 cái sừng nhọn trên đầu và trán, hai mắt lồi to trợn ngược dữ tợn, sáng hoắc, cái miệng rộng nhe răng lởm chởm, khạc ra lửa khói, đặc biệt nhất là chiếc lưỡi thè cong dài xuống tới ngực. Chiếc lưỡi là biểu tượng uy quyền, đặc trưng nhất của ông Tiêu. Trong cái thế giới bóng tối dày đặc của ma quỷ, ông Tiêu xuất hiện với gương mặt hung dữ, dễ sợ để xua đuổi ma quỷ, ma quỷ tránh né ông bằng cách chạy về phía có ánh sáng, nơi đó ma quỷ sẽ được cứu vớt ra khỏi ác đạo.

## Ảnh
Tượng Tiêu Diện Đại Sĩ (trái) và Vi Đà Hộ pháp (phải) trong một ngôi chùa ở chân Núi Cấm (An Giang)

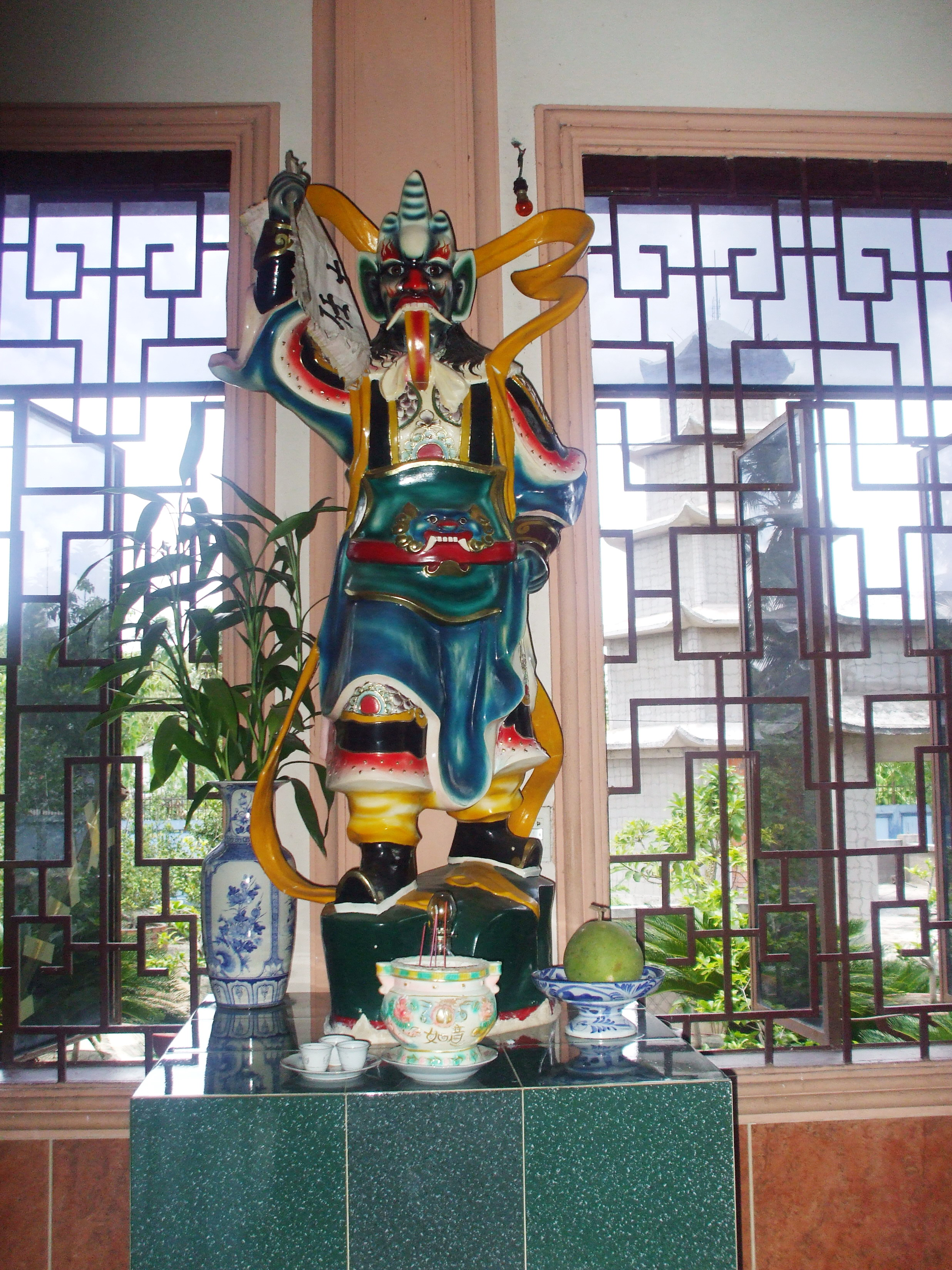
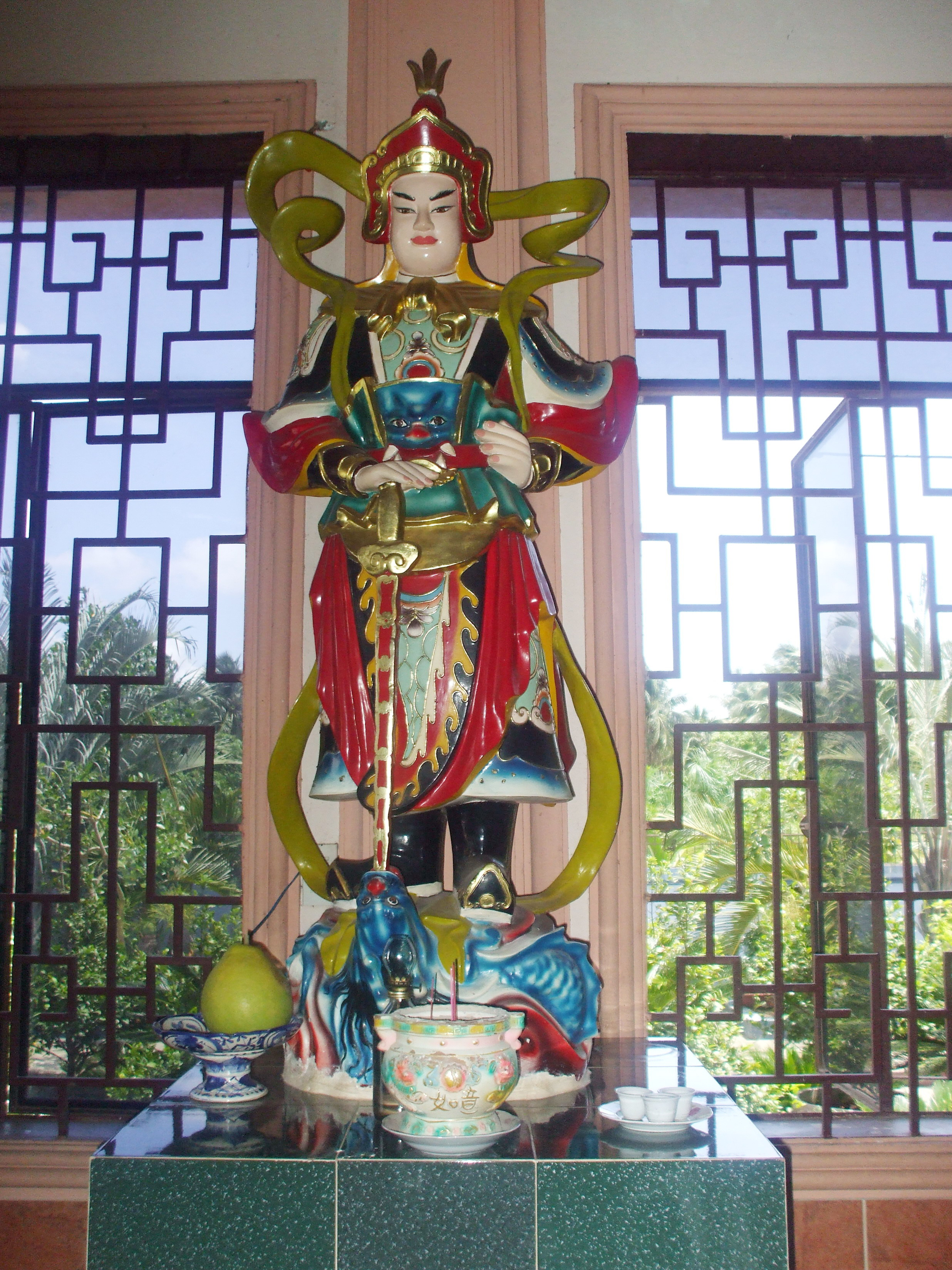